# Anders Sparrman
Anders Erikson Sparrman (27 de febrer de 1748 – 9 d'agost de 1820) fou un naturalista Suec, abolicionista i un dels "apòstols" de Carl von Linné.
Sparrman, fill d'un clergue, es va matricular a l'edat de nou anys a la Universitat d'Uppsala, començant estudis mèdics als catorze i convertint-se en un dels alumnes excepcionals de Linnaeus. El 1765 va viatjar a la Xina com doctor del vaixell, retornant dos anys més tard i descrivint els animals i plantes que s'havia trobat. En aquest viatge va conèixer Carl Gustaf Ekeberg.
Va navegar pel Cap de Bona Esperança el gener de 1772 per ocupar un lloc com a tutor. Quan James Cook va arribar cap a final d'any al començament del seu segon viatge, Sparrman va ser contractar com naturalista ajudant per Johann i Georg Forster. Després del viatjar va tornar a Ciutat del Cap el juliol de 1775 i va practicar la medecina, guanyant-ne prou per finançar un viatge a l'interior.
El 1776 va retornar a Suècia, on se li havia atorgat un doctorat honorífic en la seva absència. També va ser elegit membre de la Reial Acadèmia Sueca de Ciències el 1777. També va estar nomenat conservador de les col·leccions històriques naturals de l'Acadèmia de Ciències el 1780, professor d'història natural i farmacologia el 1781 i també assessor del Collegium Medicum el 1790. El 1787 va participar en una expedició a Àfrica occidental, però amb poc èxit.
Sparrman va publicar uns quants treballs, el més conegut del qual és narració del seu viatge a Sud-àfrica i amb Cook, publicat en anglès com El viatge al Cap de Bona Esperança, cap al cercle polar Antàrtic, i al voltant del món: Però principalment al país dels Hotentots i els Cafres, des de l'any 1772 a 1776 (1789). També va publicar un Catàleg del Museu Carlsonianum (1786-89), en el qual descrivia molts dels espècimens que havia recollit a Sud-àfrica i el Pacific sud, alguns dels quals eren nous per la ciència. Va publicar Ornitologia de Suècia el 1806.
L'asteroide 16646 Sparrman porta el seu nom. El novel·lista suec Per Wästberg ha escrit una novel·la biogràfica sobre Sparrman que es va publicar en anglès el 2010, sota el títol de The Journey of Anders Sparrman.